# Venceremos (lied)
Venceremos is een Chileens lied geschreven door Claudio Iturra met de muziek gecomponeerd door Sergio Ortega voor de verkiezingscampagne van Salvador Allende in 1970. De vertaling van de titel is: "Wij zullen overwinnen".